# 35 STONES
『35 STONES』（サーティファイブ･ストーン）は、斉藤和義通算8枚目のスタジオ・アルバム。2002年1月17日発売。発売元はSPEEDSTAR RECORDS。規格品番：VICL-60826 。2008年9月17日にSHM-CDにて再発売された。規格品番：VICL-63029。

## 解説
シングル3部作「劇的な瞬間」（2001/07/25発売） 、「ロケット」（2001/10/24発売）、「月の向こう側」（2001/12/05発売） を収録した、21世紀初のオリジナル･アルバム。
タイトルの由来は当時の斉藤の年齢と、妻が胆石で手術した際に35個の石が出てきたことから。また、前作では作詞の際にワープロを使用していたが、今回はノートに手書きで行った。
歌詞ブックレットは、全ページがモノクローム調になっている。
2008年9月17日に、特殊なCDプレーヤーでなくても高音質再生が可能とされるスーパー・ハイ・マテリアルCDで発売された。初回生産限定のデジパック仕様で、同日発売のCD-BOX『斉藤和義15周年アニバーサリーBOX』（VIZL-302）にも収められている。

## 収録曲
| 全作詞・作曲・編曲: 斉藤和義。 |                              |          |            |      |
| #                              | タイトル                     | 作詞     | 作曲・編曲 | 時間 |
| 1.                             | 「BAD TIME BLUES」           | 斉藤和義 | 斉藤和義   | 4:25 |
| 2.                             | 「ささくれ」                 | 斉藤和義 | 斉藤和義   | 4:03 |
| 3.                             | 「劇的な瞬間」               | 斉藤和義 | 斉藤和義   | 4:02 |
| 4.                             | 「花」                       | 斉藤和義 | 斉藤和義   | 4:59 |
| 5.                             | 「どうしようもない哀しみに」 | 斉藤和義 | 斉藤和義   | 5:34 |
| 6.                             | 「赤いヒマワリ」             | 斉藤和義 | 斉藤和義   | 2:41 |
| 7.                             | 「社会生活不適合者」         | 斉藤和義 | 斉藤和義   | 3:42 |
| 8.                             | 「ロケット」                 | 斉藤和義 | 斉藤和義   | 3:28 |
| 9.                             | 「リズム」                   | 斉藤和義 | 斉藤和義   | 2:28 |
| 10.                            | 「月の向こう側」             | 斉藤和義 | 斉藤和義   | 5:18 |
| 11.                            | 「グッドタイミング」         | 斉藤和義 | 斉藤和義   | 2:03 |
| 12.                            | 「テレパシー」               | 斉藤和義 | 斉藤和義   | 5:45 |
| 13.                            | 「Orange」                   | 斉藤和義 | 斉藤和義   | 3:32 |
| 合計時間:                      | 合計時間:                    | 52:00    |            |      |

## 関連作品
- BAD TIME BLUES

斉藤“弾き語り”和義 ライブツアー2009≫2010 十二月 in 大阪城ホール 〜月が昇れば 弾き語る〜 - ライヴ音源
- ささくれ

十二月 〜Winter Caravan Strings〜 - ライヴ音源
黒盤 - スタジオ音源
- 劇的な瞬間

十二月 〜Winter Caravan Strings〜 - ライヴ音源
黒盤 - スタジオ音源
歌うたい15 SINGLES BEST 1993〜2007 - スタジオ音源
- どうしようもない哀しみに

十二月 〜Winter Caravan Strings〜 - ライヴ音源
- 赤いヒマワリ

Collection "B" 1993〜2007 - スタジオ音源（Demo Version）
- ロケット

十二月 〜Winter Caravan Strings〜 - ライヴ音源
歌うたい15 SINGLES BEST 1993〜2007 - スタジオ音源
- 月の向こう側

十二月 〜Winter Caravan Strings〜 - ライヴ音源
歌うたい15 SINGLES BEST 1993〜2007 - スタジオ音源